# Chitrasena
Chitrasena (en singhalais : චිත්‍රසේන citrasēna – en tamoul : சித்திரசேன cittiracēṉa), né Amaratunga Arajiige Maurice Dias le 26 janvier 1921 et mort le 18 juillet 2005, était un danseur srilankais reconnu pour avoir contribué à faire passer les danses traditionnelles de Sri Lanka des rituels villageois à la scène moderne.

## Jeunesse
Maurice Dias nait le 26 janvier 1921 à Dalugama (banlieue de Colombo) au Sri Lanka. Son père Seebert Dias est un acteur shakespearien et producteur de théâtre bien connu dans les années 1920 et 30.
Dans les années 1930, comme beaucoup de jeunes urbains de sa génération ayant reçu une éducation anglaise, Maurice Dias est inspiré par le libre-penseur indien Rabindranath Tagore. Ce dernier souligne la nécessité pour un peuple de découvrir sa propre culture afin d'intégrer le meilleur des autres cultures. En 1934, la troupe de ballet de Tagore se produit à Colombo au Regal Theatre. Dans l’assistance, le jeune Maurice Dias est fortement impressionné et décide alors d’étudier la danse et la musique en Inde.
Cependant, son père, qui connait bien la danse traditionnelle et le théâtre populaire de Sri Lanka, insiste pour que Maurice Dias étudie d’abord la danse du haut-pays (kandyenne) avec des maîtres de danse traditionnels. En 1934, à l'âge de treize ans, il commence son apprentissage de base de la danse avec Urapola Banda. En 1936, Maurice Dias apparaît pour la première fois comme danseur, sur la scène du Regal Theatre. La pièce sirisan̆gabō (සිරිසඟබෝ) est le premier ballet singhalais produit et dirigé par son père.
En 1939, Maurice Dias prend comme nom de scène Chitrasena à la suggestion de M. G. Perera, un ami de son père.
Kiri Ganitha prend la relève comme professeur de danse de 1939 à 1943. En 1940, Chitrasena devient lui-même un maitre de danse (yakdessa) du haut pays par la cérémonie d'investiture du Ves Bandima, ce qui ne l’arrête dans sa volonté de se perfectionner. Chitrasena poursuit son apprentissage avec deux autres maîtres, Muttanawe Appua (de 1946 à 1948) et enfin Bewilgamuwa Lapaya à partir de 1948.

## Éducation en Inde
Dans les années 40, Chitrasena se rend à de nombreuses reprises en Inde afin d’y étudier diverses traditions des danses. En 1939, Chitrasena visite l’école de danse de Gopinath (en) (1908-1987) au Travancore (aujourd’hui, Kerala). Il y retournera plusieurs fois entre 1940 et 1943 afin d’y parfaire son apprentissage du kathakali, une forme de théâtre dansé. À ses débuts en Inde, il est accompagné de Chandralekha, la seule danseuse srilankaise de l’époque. Ils forment un duo qui prendra fin abruptement en juillet 1940 avec le décès prématuré de Chandralekha.
Chitrasena voyage dans tout le sous-continent, étudiant différentes formes de danse, notamment à Lucknow (Uttar Pradesh), Lahore (Pendjab) et Almora (Uttarakhand).
En 1945, Chitrasena se rend à Santiniketan, le centre de culture et de danse de Tagore. Il y étudie la danse (kathakali, manipuri), le chant et les instruments de musique. Santiniketan lui donne la liberté de créer des styles de danse individualisés. Chitrasena a également été très influencé par le danseur et chorégraphe indien, Uday Shankar (1900-1977). Chitrasena fonde son approche sur l'idée que les influences extérieures étaient nécessaires pour maintenir la vitalité de l'art.
La troupe de danse Chitrasena est formée en 1943. L'école de danse Chitrasena (චිත්‍රසේන කලායතනය citrasēna kalāyatanaya) est ouverte en 1944.
Une jeune danseuse de 15 ans, Vajira rejoint l’école de danse en 1946. Elle deviendra l’une des élèves les plus talentueuses et l'une des premières danseuses professionnelles de Sri Lanka. Elle introduit une dimension féminine  (lāsya (en)) dans une forme de danse jusqu'alors à prédominance masculine.

## Ballets et tournées
En 1949, Vajira perce en tant qu'artiste avec son interprétation du rôle du cygne dans le ballet de Chitrasena, nala damayanti (නල දමයන්ති).
Bien que très influencé par la danse moderne indienne ainsi que par la danse occidentale, Chitrasena a toujours maintenu des liens étroits avec les danseurs traditionnels kandyens, notamment son professeur Bewilgamuwa Lapaya et son tambourineur Punchi Gura. S'inspirant de la tradition kandyenne et l'adaptant comme il jugeait bon, Chitrasena a contribué à introduire une influence kandyenne (ainsi que beaucoup d'influence indienne) dans le théâtre dansé à Sri Lanka.
Chitrasena épouse en 1951 sa talentueuse élève Vajira.
caṇḍālikā (චණ්ඩාලිකා), le premier ballet uniquement dansé en style kandyen est présenté en 1951 avec Vajira dans le premier rôle féminin. De nombreux autres ballets et des tournées à l’étranger suivront : URSS (1957, 1963), Inde (1959), Australie (1963), Canada (1967), Europe de l’Ouest (1970)...
En 1998, Sri Lanka a conféré à Chitrasena le titre de dēśamānya (දේශමාන්‍ය, « fierté de la nation »), un des plus prestigieux prix honorifiques que l’État attribue.
Chitrasena est décédé le 18 juillet 2005 à Colombo. Sa carrière s’est étendue sur plus de 50 ans.

## École de danse Chitrasena
Débutant avec un petit groupe de professeurs et de batteurs, l’école de danse Chitrasena se développe lentement pour devenir un point de repère pour les amateurs de danse et les connaisseurs des arts. Cette école introduit pour la première fois un programme de formation pratique structuré pour les danseurs et développé par Chitrasena et Vajira.
Au fil des ans, la direction de l'école de la compagnie de danse est revenue à la fille aînée de Chitrasena, Upeka (en), puis à trois de ses petites-filles, Heshma Wignaraja, Thaji Dias et Umadanthi Dias.